# Stazione di Kammaki
La Stazione di Kammaki (上牧駅?, Kammaki-eki) è una stazione ferroviaria delle Ferrovie Hankyū situata a Takatsuki, nella prefettura di Ōsaka. Presso la stazione fermano solo i treni locali e semiespressi della linea Kyoto.

## Linee
- Ferrovie Hankyū
  - ■ Linea principale Hankyū Kyōto